# Aineiás

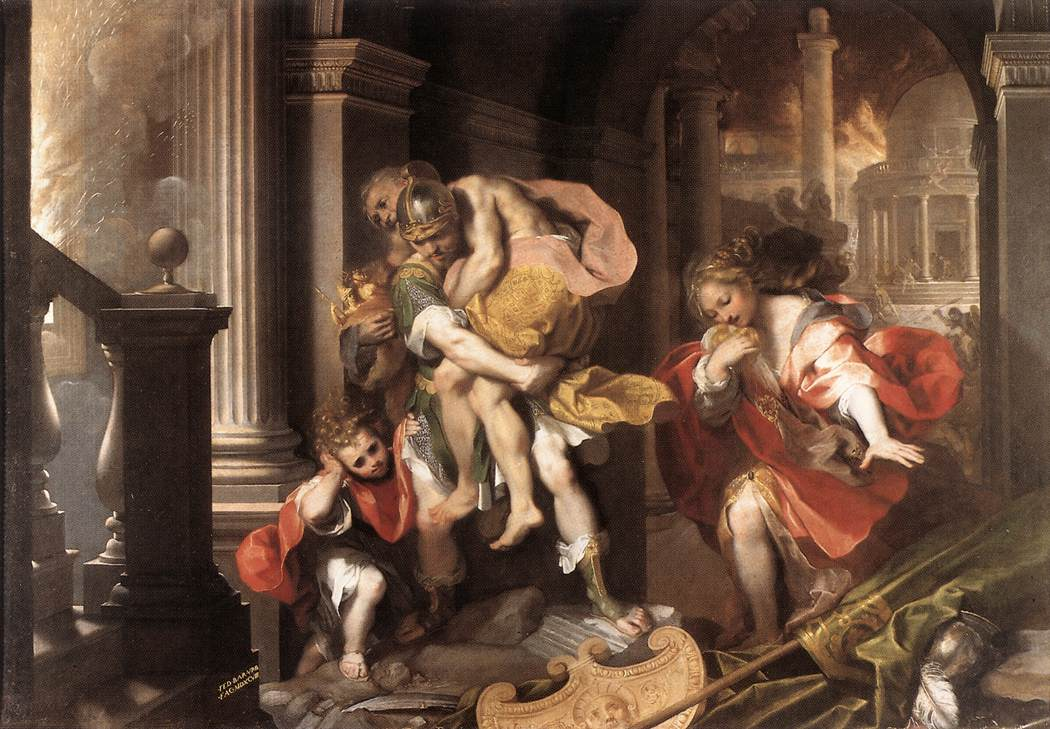
Aineiův útěk z Tróje

Aineiás [éneás] (řecky Αἰνείας), latinsky Aeneas, je postava řecké mytologie, válečník v trojské válce a bájný zakladatel římského národa. O jeho životě nejprosluleji pojednal římský básník Publius Vergilius Maro v eposu Aeneis.

## Život
Pocházel z rodu trójských vladařů. Na popud svého otce Anchísa se vypravil na pomoc králi Priamovi, který byl Anchísovým bratrancem, v bojích o Tróju, kde se vyznamenal mnoha hrdinskými činy. 
Po Hektorovi byl nejobávanějším a nejneohroženějším protivníkem Řeků. Byl také jediným velitelem trójských vojsk, kterému se podařilo uniknout (i s malým synkem Askaniem). Podle Vergilia se tak stalo z Diovy vůle, když pravil, že si má Aineiás hledat nový domov na západě, v dnešní Itálii. Existence vyvrácené Tróje tak mohla pokračovat dále.
Své nové vlasti dosáhl však Aineiás až po dlouholetém putování, dobrodružných příhodách a mnohdy i krvavých bojích, které Vergilius popsal ve své Aeneidě.
Život a osudy Aineia byly mnohokrát zpracovány v literatuře, hudbě a výtvarném umění; Vergiliova Aeneis, považovaná za klasické dílo, byla přeložena do mnoha jazyků (nejznámější český překlad je od O. Vaňorného, 1933). 